# Pequizeiro
Pequizeiro är en kommun i Brasilien.   Den ligger i delstaten Tocantins, i den centrala delen av landet, 800 km norr om huvudstaden Brasília. Antalet invånare är 5 052.
Omgivningarna runt Pequizeiro är huvudsakligen savann. Runt Pequizeiro är det mycket glesbefolkat, med 2 invånare per kvadratkilometer.